# Theißen
Theißen è una frazione (Ortsteil) del comune tedesco di Zeitz, situato nel circondario di Burgenland, nel land della Sassonia-Anhalt.
Fino al 30 giugno 2009 Theißen era un comune autonomo.